# Paolo Cerrato
Paolo Cerrato de Alba Pompeya (o Pauli Cerrati) fue un jurista y escritor nacido en 1485 y fallecido en 1541.
Paulus Cerratus ex Alba Pompeja non ignobilis est, tum genere, cum carminis et legum peritia, quod sciam adhuc in manus habet de Virginitate tres libellos carmine heroico, in quibus mira facilitas et sonora carminis structura (Girolamo Tiraboschi, en el obra en italiano: Historia de la literatura italiana, Milano, 1824) 

## Biografía
Paolo fue un abogado y poeta en latín, de una noble familia de Alba, hijo de Benedetto Cerrato, en Lombardia, y su poema "de la virginidad" y otros trabajos se pueden hallar en la obra "Deliciae Italorum Poetarum", y fue publicado en el siglo XVIII por el historiador y biógrafo Giuseppe Vernazza (1745-1822), barón de Fresney, con "pliniana templanza", y posteriormente divulgador de Cerrato lo fue un eclesiástico , abad, Odoardo Cocchis en "Lezione sulla vita de Paolo Cerrato".  
Paolo Cerrato tuvo amistad con un teólogo, obispo de Alba, poeta y escritor de didáctica llamado Mario Gerolamo Vida (1485-1566) y algunas obras de Vida, las siguientes: "Cristiada", "Poética en tres cantos", "El poema sobre el gusano de seda", "El del juego de ajedrez","Odas", "Églogas", "La constitución del obispado de Alba", "De principatu", "Paráfrisis de los Evangelios", "Magistratu" y otras.
Giulio Cesare Scaligero habla favorablemente de este poeta, Paolo Cerrato, y lo califica como uno de los más ilustres de su época.
Según J.A.  De Thou, un Paolo Cerrato se halló en el sitio de Florencia (1529-1530), junto al duque de Florencia, Barthelemy de Rodi, Charlot des Ursins y el conde Troile de Rossi (obra: Histoire universelle, Basile: J.C. Brandmüller, 1740.).

## Obras
- Pauli Cerrati Albensis quae superant opera, Vercellis, 1778.
- Pauli Cerrati..de Virginitate, Parisiis: apud S.Colina, 1528.
- Algunos epigramas en la obra de Janus Coricius Coryciana, Romae, 1997.
- Otras